# Viktoriya Kazunina
Viktoriya Kazunina –en ruso, Виктория Казунина– (24 de agosto de 1970) es una deportista rusa que compitió para la URSS en judo. Ganó una medalla de bronce en el Campeonato Mundial de Judo de 1993, en la categoría de –72 kg.

## Palmarés internacional
| Campeonato Mundial | Campeonato Mundial | Campeonato Mundial | Campeonato Mundial |
| Año                | Lugar              | Medalla            | Categoría          |
| ------------------ | ------------------ | ------------------ | ------------------ |
| 1993               | Hamilton (Canadá)  | Medalla de bronce  | –72 kg             |